# Parque Botánico Barón Carlos María Schüel
El parque botánico municipal Barón Carlos María Schüel es una reserva natural urbana de Argentina que se encuentra en la ciudad de San Salvador de Jujuy. Forma parte de las serranías de Los Perales y se ubica en el barrio homónimo. Posee una superficie de 15,5 hectáreas ubicadas entre los 1334 y 1463 m s. n. m.

## Historia
La creación parte de disposiciones administrativas y donaciones particulares que consolidaron su institucionalización progresiva. En primer lugar, el decreto provincial número 5122 del año 1968 establece la aceptación formal de una cesión territorial realizada por el ciudadano Luis Octavio Baca, destinada a la creación de un parque. Posteriormente, mediante el decreto provincial 282-H del año 1982, se formaliza un acuerdo interinstitucional entre la Municipalidad de San Salvador de Jujuy, el Gobierno de la Provincia de Jujuy y la Universidad Nacional de Jujuy, con el propósito de establecer un parque botánico.
El nombre oficial del parque rinde homenaje conmemorativo a Carlos María Schüel, ingeniero agrónomo nacido en Moravia en 1857 y fallecido en Jujuy en 1927, que desarrolló labores en áreas como arqueología, geología del petróleo, zoología, botánica y paleontología.
El parque botánico tiene categoría de reserva natural municipal, con jurisdicción administrativa del Municipio de San Salvador de Jujuy. Desde el año 2023, el espacio ha sido integrado oficialmente al Sistema Provincial de Áreas Naturales Protegidas.

## Objetivo del parque
El parque Carlos María Schüel tiene como objetivo la conservación del área natural del entorno urbano de San Salvador de Jujuy, evitando su transformación por la expansión urbana y asegurando su integridad como ecosistema, con énfasis en los ecosistemas de Yungas, y su disponibilidad para el uso público. Está compuesto por sectores que funcionan como bosques protectores, para salvaguardar la biodiversidad local.

## Superficie
El parque posee una extensión de 15,5 hectáreas conformadas por elevaciones de baja altitud, situadas entre los 1.400 y 1.500 metros sobre el nivel del mar. Presenta laderas con orientación norte, sur y oeste, algunas de ellas con pendientes pronunciadas. Entre sus puntos geográficos se destacan la portada de acceso, ubicada en 22,16583° de latitud sur y 65,31142° de longitud oeste, a 1.334 metros sobre el nivel del mar, y el mirador conocido como Mangrullo, localizado en 24,16352° de latitud sur y 65,30930° de longitud oeste, a 1.462 metros de altitud.

## Clima
El clima del Parque se caracteriza por ser suave y templado, con una temperatura media anual de 16 °C y una amplitud térmica anual reducida de aproximadamente 11 °C. Las precipitaciones alcanzan un promedio de 850 mm por año. Los meses de verano presentan temperaturas cálidas sin extremos térmicos y registran el 75 % del total anual de lluvias. El invierno es suave y seco, aunque durante la madrugada pueden registrarse temperaturas mínimas inferiores a 0 °C.

## Ecorregión
El arque botánico se sitúa en una ladera de las serranías de Los Perales, dentro de la ecorregión de Yungas, y forma parte de los bosques protectores y permanentes de Jujuy, establecidos por decreto número 3807. Corresponde al piso altitudinal de Selva Montana, comprendido entre los 700 y 1500 metros sobre el nivel del mar, en un sector relativamente seco en comparación con otras áreas de igual altitud dentro de la misma ecorregión. Esta zona presenta una vegetación densa y diversa, característica por albergar una alta concentración de especies vegetales y animales.

## Servicios ecosistémicos
Como fragmento del bosque de Yungas, el parque botánico proporciona una serie de servicios ecosistémicos cruciales para el entorno urbano y sus habitantes. Entre sus funciones más destacadas se encuentran la captación de agua, la regulación térmica del ambiente, la purificación del aire y la filtración de partículas en suspensión. Además, actúa como una barrera natural contra la contaminación sonora, contribuye a mitigar los efectos de las crecidas fluviales y reduce la erosión en zonas con pendiente. Su vegetación también ofrece hábitat a la fauna silvestre local, facilita el contacto directo con la naturaleza y mejora el bienestar general, al incrementar la calidad de vida de la población circundante.

## Flora

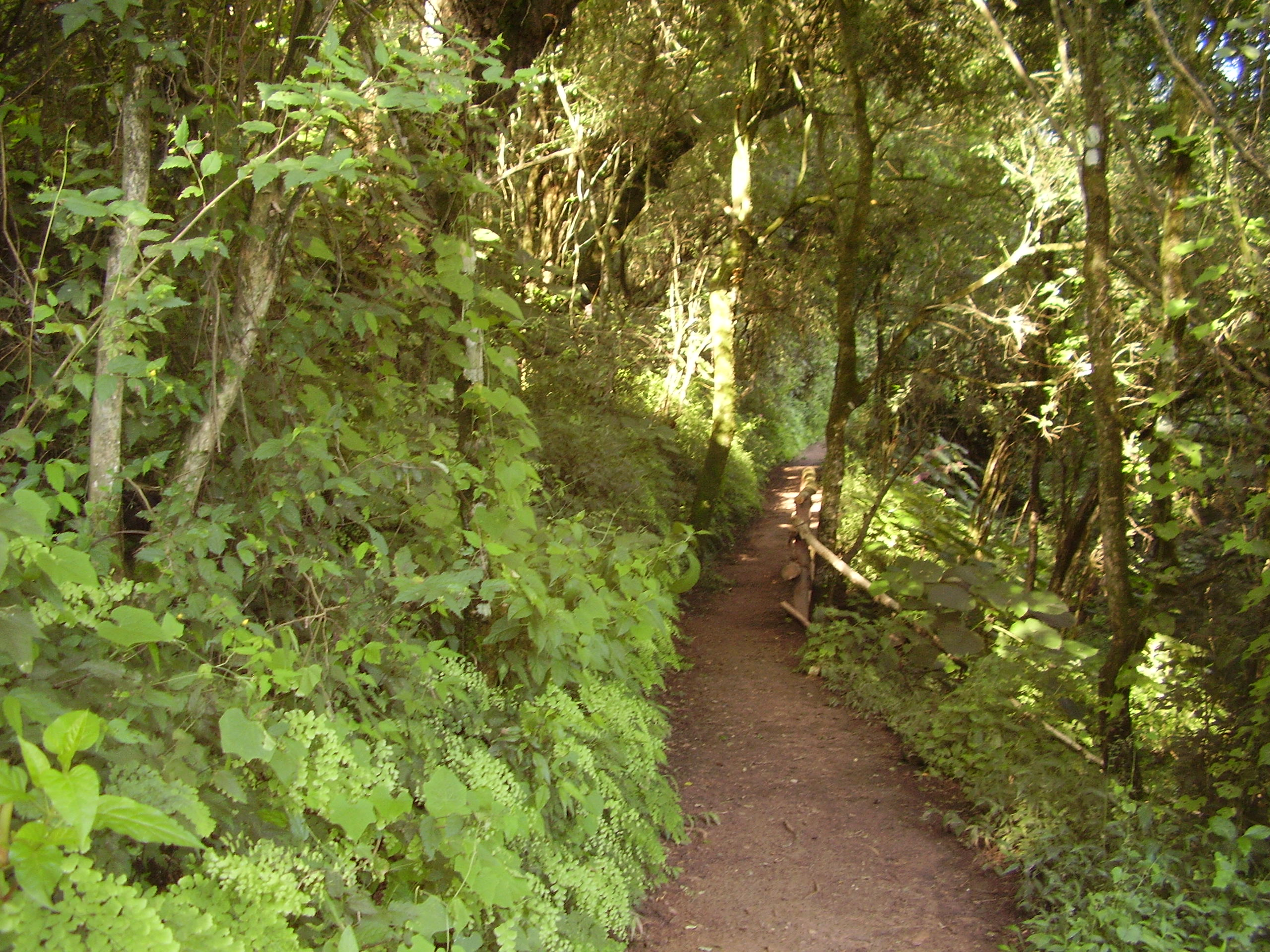
Flora en los senderos del Parque Botánico Municipal.

La vegetación corresponde al distrito Selva Montana, de la provincia fitogeográfica de las Yungas, con diferentes pisos de la flora autóctona del Valle de San Salvador de Jujuy, especies arbóreas como ceibo jujeño (Erythrina falcata), tipa blanca (Tipuana tipu), nogal criollo (Juglans australis), cedro coya (Cedrela lilloi), cebil blanco u horco cebil (Parapiptadenia excelsa), pata (Agonandra excelsa), guarán amarillo (Tecoma stans), carnaval (Senna spectabilis), chal-chal (Allophylus edulis), horco molle (Blepharocalyx salicifolius), pacará (Enterolobium contortisiliquum) y coronillo (Gleditsia amorphoides), piquillín (Condalia microphylla) y la tusca (Acacia aroma, y especies introducidas por el ser humano.[¿cuál?]

## Fauna
Las aves son los organismos más destacados y diversos del parque botánico. Entre las especies más típicas y conspicuas se encuentran el tucán grande, el chiricote (Aramides cajanea), la pava de monte común (Penelope obscura), el benteveo común (Pitagus sulphuratus), la golondrina barranquera (Notichelidon cyanoleuca), la ratona común (Troglodytes aedon), la urraca común (Cyanocorax chrysops), el chalchalero (Turdus rufiventris), el frutero yungueño (Chlorospingus ophthalmicus), el arañero corona rojiza (Myioborus brunniceps), el cerquero vientre blanco (Atlapetes torquatus), el chingolo (Zonotrichia capensis) y el yapú (Psarocolius decumanus). En el área protegida habitan corzuelas (Mazama sp.), como la corzuela macho y la corzuela juvenil.

## Turismo
Senderismo y caminatas guiadas
El parque dispone de senderos señalizados que permiten explorar su biodiversidad, con tres niveles de dificultad, adecuados para distintas capacidades. Las caminatas guiadas permiten conocer las especies vegetales y la historia del lugar.
Miradores panorámicos
Desde varios puntos elevados dentro del parque, los visitantes tienen vistas de la ciudad y sus alrededores.
Área de pícnic
El parque cuenta con espacios designados para realizar picnics.
Observación de aves
La diversidad de flora del parque atrae a una gran variedad de aves.
Actos y talleres
Durante el invierno, el parque organiza actos y talleres educativos relacionados con jardinería, conservación ambiental y otros temas.
Centro de interpretación
El parque cuenta con un centro de interpretación, que sirve como introducción al valor de la reserva natural.